# Gasthoogleraar
Een gasthoogleraar  (visiting professor) (Nederland) of gastprofessor (België) is een voor bepaalde duur aangestelde externe lector, docent of hoogleraar in dienst van een hogeronderwijsinstelling die (op uitnodiging) voor een beperkte periode aan een andere universiteit colleges geeft.
De invulling van gasthoogleraar verschilt per land en instelling. Meestal heeft een gasthoogleraar geen verdere organisatorische taken bij de instelling en kan niet aangewezen worden als promotor. In onder meer Vlaanderen heeft een gasthoogleraar een zwaardere functie, vergelijkbaar met een bijzonder hoogleraar in Nederland.
In Vlaanderen is een 'gastprofessor' (guest professor) een voor bepaalde duur aangestelde contractuele lesgever aan een Vlaamse hogeschool of universiteit.

## Varianten
Aan de hogeschool komt dit overeen met een 'gastlector' (visiting lecturer). Aan de universiteiten wordt men meestal aangesteld als 'gastdocent' (visiting assistant professor of visiting lecturer) of -minder frequent, in analogie met het verschil tussen docenten en hoogleraren- als 'gasthoogleraar' (visiting professor). Er zijn geen diplomavereisten om aangesteld te worden als gastprofessor. Indien onbezoldigd of bezoldigd met externe middelen spreekt men van een 'bijzonder gastdocent' (unpaid visiting assistant professor of honorary visiting lecturer) of 'bijzonder gasthoogleraar' (visiting full professor of honorary visiting professor).